# 格孙德布伦嫩
格孙德布伦嫩（德語：Gesundbrunnen，德語：[ɡəˈzʊntˌbʁʊnən] ⓘ，意為「健康之泉」；俗稱Plumpe，意為「水泵」）是柏林的一個區，隸屬於米特區。該區於2001年柏林行政改革中成為獨立行政區，原屬於威丁區的東半部（後與米特區合併）。
截至2008年底，格孙德布伦嫩是柏林所有區中非德國居民比例最高的地區，達到35.1%。

## 地理
本地區位於柏林市中心區域，地處中央米特區的東北邊緣。南側以伯瑙街（Bernauer Straße）與米特區為界，西側則以Reinickendorfer Straße與維丁區分隔。北面與賴尼肯多夫區的賴尼肯多夫接壤，東側則以牆公園（Mauerpark）與普魯士北方鐵路為界，分隔自潘科區內的普倫茨勞貝格與潘科。
格孙德布伦嫩的規劃可追溯至所謂的威廉時代街區（Wilhelmine Ring），其街道網格系統是依照霍布雷希特規劃（Hobrecht-Plan）所設計的。